# Тшемесня
Тшемесня (пол. Trzemeśnia) — село в Польщі, у гміні Мислениці Мисленицького повіту Малопольського воєводства.
Населення — 2319 осіб (2011).
У 1975—1998 роках село належало до Краківського воєводства.

## Географія
Селом протікає річка Тшемешнянка.

## Демографія
Демографічна структура станом на 31 березня 2011 року:
|          | Загалом | Допрацездатний вік | Працездатний вік | Постпрацездатний вік |
| -------- | ------- | ------------------ | ---------------- | -------------------- |
| Чоловіки | 1156    | 283                | 780              | 93                   |
| Жінки    | 1163    | 257                | 694              | 212                  |
| Разом    | 2319    | 540                | 1474             | 305                  |